# Oinotria

Südkalabrien, eventuelles Herrschaftsgebiet

Oinotria (griechisch Οινότρια) war ein Königreich im südlichen Teil Kalabriens und bestand um 600 bis 350 v. Chr.
Der Name Oinotria leitet sich vermutlich von dem griechischen Wort οἶνος oinos „Wein“ ab, da das Gebiet durch eine Vielzahl von Weinbergen besiedelt war. Anderen Quellen zufolge wurde es nach Oenotrus benannt, welcher der Legende nach der jüngste der 50 Söhne des Lycaon war.
Oinotrias bedeutendster König war Italos, der Namensgeber Italiens, welcher das Königreich bedeutsam prägte.
Die Oenotrier, wie die Einwohner Oinotrias genannt werden, waren hauptsächlich Nomaden und vereinzelt Bauern.
Als Griechen aus den Arkadien in Peloponnes nach Kalabrien auswanderten, trieben sie die Elymier nach Sizilien und die Oenotrier ins Landesinnere zurück. Mit Aufstieg und Expansion des Römischen Reiches fiel Oinotria und wurde Teil der römischen Provinz Italia.